# Chelodina kuchlingi
Chelodina kuchlingi är en sköldpaddsart som beskrevs av Cann 1997. Chelodina kuchlingi ingår i släktet Chelodina och familjen ormhalssköldpaddor. Inga underarter finns listade i Catalogue of Life.
Arten är bara känd från regionen Kimberley i nordvästra Australien.